# Maciejowice (województwo opolskie)
Maciejowice – wieś w Polsce, położona w województwie opolskim, w powiecie nyskim, w gminie Otmuchów.
W latach 1945–54 siedziba gminy Maciejowice, do 1973 siedziba gromady Maciejowice, następnie w gminie Otmuchów. Do 1975 r. w powiecie grodkowskim. W latach 1975–1998 miejscowość administracyjnie należała do ówczesnego województwa opolskiego.
W latach 1910–1976 przez Maciejowice przebiegała linia kolejowa nr 313 z przystankiem kolejowym Maciejowice.

## Nazwa
W księdze łacińskiej Liber fundationis episcopatus Vratislaviensis (pol. Księga uposażeń biskupstwa wrocławskiego) spisanej za czasów biskupa Henryka z Wierzbna w latach 1295–1305 miejscowość wymieniona jest w zlatynizownej formie Maczeiowitz.
| SIMC    | Nazwa       | Rodzaj     |
| ------- | ----------- | ---------- |
| 0500843 | Grodziszcze | przysiółek |

## Historia
Pierwsza wzmianka o miejscowości pochodzi z 1285 r. W średniowieczu wieś była osadą o charakterze rolniczym. Wieś dzieli się na kilka części: wieś, osiedle (7 bloków), cegielnia oraz przysiółek Grabówka.
Od XVIII w. wieś posiadała pieczęć gminną, na której wizerunku przedstawiono cztery kwiaty wyrastające z murawy (1722), a następnie pięć kwiatów wyrastających z murawy (1792).

## Zabytki
Do wojewódzkiego rejestru zabytków wpisany jest:
- dwór biskupów wrocławskich, renesansowy z 1589 r. - XVI w. przebudowany na barokowy[9]. W elewację frontową wmurowane są kartusz herbowy bpa Schaffgotscha i tablica erekcyjna, marmurowa z herbem biskupa Andrzeja Jerina z łacińskim napisem Andreas degepiscopvs Wratislawien, Superio Riset Inferioris Silesiae Capitanevs Suprenivs Preadivmhoc Agris Ad Id Coemtis Afvnda Mentis Aedificavit Anno MD LXXXIX

Inne zabytki:
- figura Świetęgo Jana Nepomucena, barokowa z 1771 r.
- kościół parafialny pw. Świętej Anny, neogotycki z 1882 r. Wewnątrz kościoła neogotycki ołtarz z figurą Świętej Anny, po lewej i prawej stronie ołtarze boczne z obrazami: Matki Boskiej Częstochowskiej, i świętej Anny. Jest też fisharmonia. Na wieży dzwon, z wizerunkiem apostołów Piotra i Pawła. Podczas remontu wieży odnaleziono w gronie u podstawy krzyża dokumenty związane z budową kościoła i fundatorach świątyni, dokumenty te pozostają tam do dziś.
- domy z XVII wieku
- wiadukt kolejowy przy wjeździe do Maciejowic, na nieczynnej linii kolejowej Otmuchów-Przeworno
- pomniki przyrody, drzewa rosnące przy Maciejowickim Potoku na stadionie wiejskim: dąb bezszczypułkowy Maciej o obwodzie pnia 720 cm i lipa drobnolistna o obwodzie pnia 350 cm.

## Instytucje
- Zespół Szkolno-Przedszkolno w Maciejowicach (przedszkole i szkoła podstawowa) - od 2021 r w szkole nie są prowadzone zajęcia
- Rzymskokatolicka Parafia Świętej Anny,
- jednostka Ochotniczej Straży Pożarnej,
- Koło Gospodyń Wiejskich